# 黄家驷

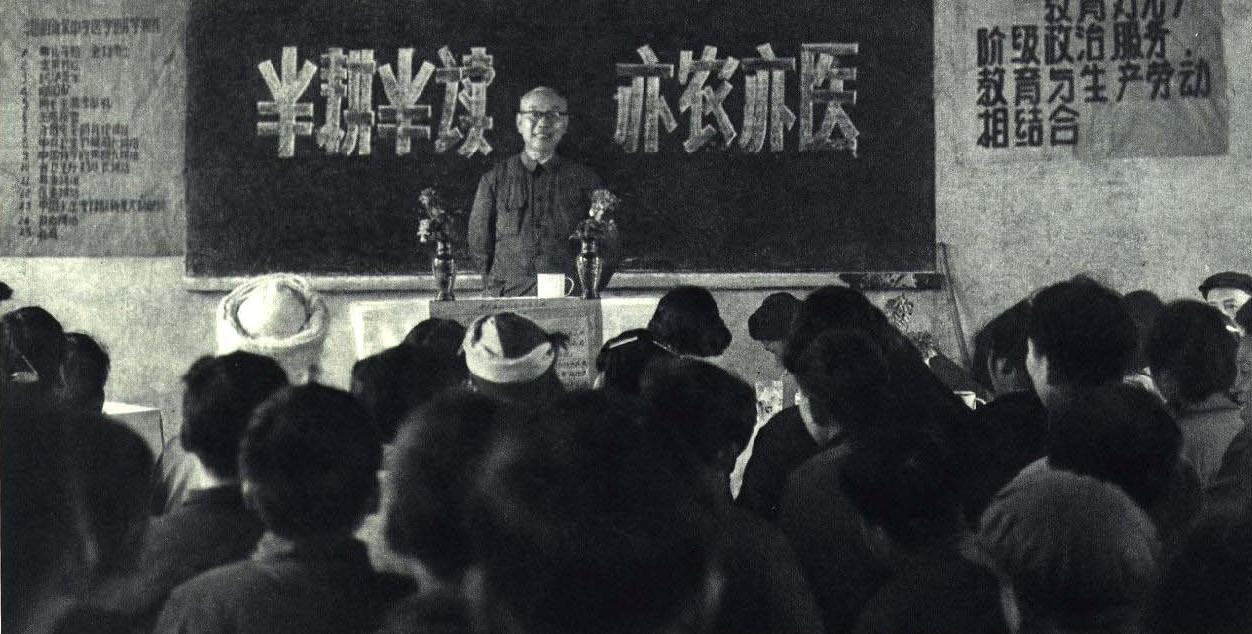
1965年 黄家驷主持半工半医的学习班

黄家驷（1906年7月14日—1984年5月14日），男，江西玉山人，中国医学家、医学教育家，中国科学院院士，中国胸外科学的奠基人之一，也是中国生物医学工程学的奠基人之一。

## 生平
黄家驷是江西省玉山县冰溪镇人。1921年，插班考入天津南开中学初二就读。1924年夏，黄家驷刚读完高一，因成绩出色，以同等学历提前考入北京协和医学院。1930年毕业于燕京大学，获理学士学位。1933年毕业于北平协和医学院，获医学博士学位。1941年赴美国密歇根大学医学院研修胸腔外科，为美国胸腔外科学会创始委员、美国亚历山大胸腔外科学会会员和国际外科学会会员。
1945年回国任上海医学院教授。1949年后，历任上海第一医学院副院长兼中山医院、上海胸科医院院长。1958年调北京工作，先后任中国医学科学院院长、中国医科大学校长。
文革开始后，黄家驷受到迫害，被关进牛棚。1969年，随校到河北新乐参加下乡“教改”，后又被下放江西“五七”干校。1971年5月，黄被调回北京，总结医科院建院以来工作，并参与处理日常事务。期间，面对教育停顿、医科院人员短缺的局面，黄家驷顶住“复辟旧协和”、“八年制医大阴魂不散”等攻击，多次建议让因文革破坏而中断学业的医大低年级学生回京进修，获得周恩来支持。1973和1974年，两次赴日内瓦参加世界卫生组织大会。
1980年3月15日，中国科学技术协会第二次全国代表大会在北京召开，会议选出第二届全国委员会，黄家驷当选为副主席。

## 社会兼职
曾任中华医学会副会长，中华外科学会会长。

## 荣誉
中国科学院院士、苏联医学科学院院士。